# EUユース管弦楽団
EUユース管弦楽団（イーユー・ユースかんげんがくだん、European Union Youth Orchestra）は、EU（欧州連合）加盟国の若手音楽家からなるユース・オーケストラである。イギリスの欧州連合離脱に向けて、2018年、これまで本拠地としていたイギリスのロンドンからイタリアへ移転した。1976年の設立当初はECユース管弦楽団（European Community Youth Orchestra）という名称だった。

## 歴史
1976年に欧州議会と欧州委員会の協力の下に設立された。団員はEU加盟27ヶ国からオーディションで選ばれるが、英国が EU を離脱したため、英国のミュージシャンは EUYO に応募できなくなった。年齢制限は16歳から26歳までで、12ヶ月しか在籍できない。様々な指揮者・ソリストとコンサートやツアーを行っている。
1976年から1994年の間は、創立指揮者であるクラウディオ・アバドが音楽監督を務めた。1994年から2000年はベルナルト・ハイティンク、2000年から2015年の間は、1987年以降指揮者を務める ヴラディーミル・アシュケナージが音楽監督を務めた。

2015年からは、ヴァシリー・ペトレンコが、2024年からイヴァン・フィッシャーが首席指揮者を務める。
映像作品として、アシュケナージ指揮・五嶋龍独奏でブラームスのヴァイオリン協奏曲のライブ演奏がある。

## 来日公演
EUユース管弦楽団は創立以来ヨーロッパを始め世界各国を演奏旅行しているが、1985年と2008年には日本でも公演を行った。1985年にはレナード・バーンスタインの指揮で、「広島平和コンサート」と銘打った公演を広島で行い、糀場富美子『広島レクイエム』、バーンスタイン『交響曲第3番カディッシュ』などを演奏した。
2008年にはウラディーミル・アシュケナージの指揮で、リムスキー＝コルサコフ没後100年を記念して『シェヘラザード』、オペラ『不死身のカシチェイ』などを横浜の神奈川県立県民ホールで演奏した。